# Пелєшацький міст
42°55′58″ пн. ш. 17°32′13″ сх. д. / 42.932777777778° пн. ш. 17.536944444444° сх. д.
Пелєшацький міст (хорв. Pelješki most) — міст у Хорватії, що сполучає частини цієї держави, розділені територією Боснії і Герцеговини. Урочисте завершення його будівництва відбулося 29 липня 2021 року. Повністю роботи на ньому завершилися 26 липня 2022 року і вже того самого дня його відкрили для автомобільного руху.

## Строки
Будівництво розпочато 30 липня 2018 року, а останній сегмент мосту встановлено у ніч проти 29 липня 2021 року. Під'їзні дороги, як і передбачалося, закінчили будувати до 26 липня 2022 року. 

## Значення та оцінки
Мета мосту — забезпечити фіксоване сполучення більшості території держави з невеликою прибережною смугою на самому півдні країни, де розташоване найвідоміше хорватське туристичне місто Дубровник. Ці частини Хорватії раніше роз'єднувала вузенька ділянка узбережжя Боснії і Герцеговини — єдиний вихід цієї країни до моря. 
Міст перетинає протоку між Комарною і Брієстою, що на півострові Пелєшац, тим самим його прокладено повністю через хорватську територію, обходячи коротку прибережну смугу Боснії і Герцеговини в Неумі та уникаючи будь-яких перетинів кордону з цією сусідньою державою. 
Раніше єдиний сухопутний шлях з основної частини Хорватії до Дубровника пролягав через територію Боснії і Герцеговини. Причиною такої розірваності території було те, що Дубровницька республіка ще 1718 року віддала частину свого узбережжя Османській імперії з метою створення буферної зони для відвернення загрози нападів Венеційської республіки.
Під час урочистого завершення будівництва прем'єр-міністр Хорватії Андрей Пленкович зазначив, що цей міст розв'язує проблему розділеності країни, що існує вже 300 років. Він назвав будову «загальнохорватським проєктом» і «проєктом покоління». 
Тим часом у Сараєві виступили проти спорудження мосту. Посадовці Боснії і Герцеговини заявляють, що хорватський інфраструктурний об'єкт обмежуватиме суверенний доступ цієї країни до Адріатичного моря. До того ж цей міст створить ще й економічні проблеми для боснійської сторони, оскільки її єдиний вихід до моря в такому разі втратить статус важливого транзитного пункту.

## Характеристики
Вантовий міст має довжину 2440 м і ширину 23,6 м. Висота мосту — 55 м, щоб кораблі могли проходити під ним до порту Неум. Найвищі пілони — заввишки 240 м, відлічуючи від морського дна (115 м від дороги та 170 м від рівня моря). Окрім самого мосту, до нього планується побудувати під'їзні шляхи з двома тунелями (довжиною: 2170 м та 450 м) та двома меншими мостами вже на півострові Пелєшац (довжиною: 500 м та 50 м).